# Bakonygyirót
Bakonygyirót (hongrois : Bakonygyirót [ˈbɒkoɲɟiːroːt] ; allemand : Jierot ou Gerisdorf) est une localité hongroise située dans le comitat de Győr-Moson-Sopron.

## Site et localisation

### Topographie et hydrographie
La localité est située à la lisière nord du massif du Bakony, à environ 32 kilomètres au sud de Győr.

## Histoire
Bakonygyirót est mentionnée pour la première fois dans des sources écrites en 1237, sous la forme Gyrolt. Son nom dérive de la forme allemande du prénom Gerald. Du XIIIe au XVIIIe siècle, la localité dépendait du château de Csesznek. Elle fut désertée durant la période de la domination ottomane.
À partir du XVIIIe siècle, la famille Esterházy, alors propriétaire des lieux, entreprit de repeupler le village, principalement avec des colons allemands. Jusqu'en 1909 (ou 1913 selon certaines sources), le nom officiel de la localité était Gyirót ; le préfixe Bakony- n'y a été ajouté que par la suite.
Le village s'était initialement développé le long de l'ancienne route reliant Győr à Veszprém. L'agglomération originelle se trouvait sur les rives du ruisseau Bakony-ér, mais fut abandonnée en 1570. Le repeuplement fut officiellement lancé en 1714 par les Esterházy. En 1914, la majorité des habitants avait encore l'allemand comme langue maternelle. La population vivait principalement du commerce du bois et du transport.
En 1904, un incendie détruisit entièrement le village, qui fut ensuite reconstruit. À cette époque, de nombreux habitants émigrèrent vers les États-Unis.
Après la Seconde Guerre mondiale, un mémorial fut érigé en 1989 à la mémoire des victimes locales du conflit. En 1945, une partie de la population fut déplacée, et 19 familles hongroises originaires de Haute-Hongrie (actuelle Slovaquie) furent installées à leur place. Depuis, l'assimilation linguistique s'est accélérée : seuls les habitants les plus âgés parlent encore le dialecte souabe.
En 1950, un kolkhoze (coopérative agricole) fut fondé à Bakonygyirót, dissous puis réorganisé en 1957. Sur le plan administratif, la localité fut rattachée à Románd en 1962, puis à Veszprémvarsány en 1975. En 2002, à la demande de la population et de la municipalité, Bakonygyirót a été transférée du comitat de Veszprém à celui de Győr-Moson-Sopron (décision parlementaire n° 47/2001 du 18 juin 2001).

## Population

### Tendances démographiques
La population de Bakonygyirót a connu une croissance continue jusqu'en 1949, date à laquelle elle a atteint son apogée. Depuis, le village connaît une décroissance régulière, due à l'exode rural et au vieillissement de la population. Si certains habitants ont émigré vers les villes voisines comme Győr, où beaucoup travaillent désormais, d'autres ont quitté la région, notamment à destination des États-Unis au début du XXe siècle.
L'abandon progressif des maisons inoccupées témoigne de cette dynamique. Si plusieurs d'entre elles ont été rachetées par des étrangers – surtout des Allemands – qui y résident de manière saisonnière, nombre de propriétés restent vacantes, leurs propriétaires espérant des jours meilleurs.

### Tendances sociologiques
Jusqu'au milieu du XXe siècle, la population était majoritairement germanophone, mais à la suite des déplacements de populations après la Seconde Guerre mondiale, l'identité linguistique a évolué. Aujourd'hui, la population est homogène sur le plan linguistique : seuls les aînés conservent une connaissance active de l'ancien dialecte souabe. La localité s'est ainsi pleinement intégrée à la culture hongroise dominante.
Les habitants exercent essentiellement des activités dans les communes voisines — notamment Románd, Veszprémvarsány et Zirc — voire à Győr, devenu un centre d'emploi majeur. La structure sociale reste marquée par un mode de vie rural, avec une part importante de retraités et une jeunesse souvent tournée vers l'extérieur.

### Minorités culturelles et religieuses
Historiquement, Bakonygyirót comptait une population souabe importante, issue des vagues de colonisation du XVIIIe siècle. Cette minorité germanophone a vu sa présence diminuer drastiquement après 1945, lorsqu'une partie de la population fut déplacée, et que des familles magyares venues de Haute-Hongrie furent installées dans le cadre des échanges de population entre la Tchécoslovaquie et la Hongrie. Aujourd'hui, la culture souabe subsiste à travers quelques traditions familiales et souvenirs, mais ne joue plus qu'un rôle marginal dans la vie collective,.
Selon le recensement de 2011, 89,2 % des habitants de Bakonygyirót se déclaraient hongrois, et 5,4 % se revendiquaient comme appartenant à la minorité allemande. Environ 8,8 % n'ont pas souhaité répondre à la question sur l'appartenance ethnique. En raison de la possibilité de déclarer une double identité, la somme des pourcentages peut excéder 100 %.
Lors du recensement de 2022, la part de la population se déclarant hongroise s'élevait à 93,1 %, tandis que 6,3 % se reconnaissaient comme Allemands, 0,7 % comme Slovènes et 2,1 % comme membres d'autres minorités non nationales. Le taux de non-réponse était de 2,8 %.
Sur le plan religieux, les résultats de 2011 indiquaient une prédominance du catholicisme romain (56,1 %), avec une minorité évangélique (1,4 %) et 6,8 % de personnes sans affiliation religieuse ; 35,8 % des répondants n'ont pas souhaité se prononcer.
En 2022, les chiffres montrent un recul de la pratique religieuse : 46,5 % des habitants se déclaraient catholiques romains, 3,5 % réformés, 0,7 % évangéliques, et 13,9 % sans appartenance confessionnelle ; 35,4 % n'ont pas répondu à la question.

## Équipements

### Réseaux extra-urbains
Bakonygyirót se situe à quelque 2 kilomètres à l'ouest de la route principale 82, et à 2 kilomètres au sud du village de Románd. La localité est accessible par la route secondaire 83 107, qui se détache de la route principale 832 à Románd et mène, en passant par Bakonyszentlászló, jusqu'à Bakonyszentkirály. Cette route suit un tracé globalement parallèle à la 82 sur ce tronçon, avant de s'y raccorder.
La localité est traversée par la ligne ferroviaire reliant Győr à Veszprém, et possède une halte ferroviaire en périphérie du village. Cependant, le transport en commun est assuré majoritairement par les bus exploités par Volánbusz, qui desservent la localité en moyenne toutes les deux heures, voire plus fréquemment lors des changements de poste.

## Économie
L'économie de Bakonygyirót repose essentiellement sur l'agriculture, activité traditionnelle de la localité, qui reste dominante malgré la diminution de la population active. La localité se situe à l'écart des centres industriels et urbains, ce qui a limité ses possibilités de développement économique et a contribué à l'exode rural progressif.
L'entreprise principale du village est la Bakonykert Mezőgazdasági és Szolgáltató Kft., une société agricole et de services. Elle exploite un entrepôt frigorifique de 50 wagons construit en 1999 au centre de la localité. Celui-ci est principalement utilisé pour stocker ses propres récoltes, mais l'entreprise propose également des services de location de chambres froides (bérhűtés).
Durant les années 1950, un kolkhoze (coopérative agricole) avait été fondé, dissous puis réorganisé en 1957. L'activité agricole reste depuis l'un des rares piliers économiques du village.
Dans les dernières décennies, une partie des habitants travaille à l'extérieur de la localité, notamment à Románd, Veszprémvarsány, Zirc ou Győr, où de nombreux résidents se sont d'ailleurs installés. Certains logements vacants à Bakonygyirót ont été acquis par des ressortissants étrangers, surtout allemands, qui les occupent ponctuellement pendant la période estivale. Ces résidences secondaires, bien que nombreuses, restent généralement en dehors de la vie communautaire locale.

## Patrimoine local
L'église catholique de Bakonygyirót, consacrée à saint Étienne, remonte à l'époque baroque et fut construite en 1716. Elle abrite un sanctuaire médiéval classé monument historique, considéré comme un trésor patrimonial de la paroisse fondée dès l'époque de la christianisation du royaume de Hongrie. L'ecclésiastique et historien János Pfeiffer a évoqué à plusieurs reprises cet édifice dans ses écrits. Une calvaire est érigée à l'extrémité sud du village, dans le cimetière. La paroisse de Bakonygyirót est l'une des plus anciennes de la région.
Sur les pentes de l'Öreghegy, on trouve un alignement traditionnel de caves viticoles, appelé pincesor en hongrois. Il s'agit d'un exemple typique, bien que devenu rare, d'architecture souabe rurale, caractéristique des anciens colons allemands de la région. Autrefois, ce hameau viticole excentré était un lieu de vie et de loisirs pour toutes les générations. Aujourd'hui, seuls deux habitants y résident en permanence. L'ensemble du site bénéficie d'une protection patrimoniale locale ou nationale. Toutefois, des constructions contemporaines au style discordant ont récemment été édifiées dans ce périmètre.